# فريدي بوبيتش
فريدي بوبيتش (بالألمانية: Fredi Bobic) مواليد 30 أكتوبر 1971 في ماريبور، جمهورية يوغوسلافيا الاشتراكية الاتحادية، هو لاعب كرة قدم ألماني سابق كان يلعب كمهاجم. لعب خلال مسيرته 433 مباراة سجل خلالها 172 هدفاً.

## المسيرة الاحترافية

### أندية لعب لها
- نادي شتوتغارت
- بوروسيا دورتموند
- هانوفر 96
- نادي هرتا برلين
- نادي رييكا لكرة القدم

## وصلات خارجية
- فريدي بوبيتش على موقع IMDb (الإنجليزية)
- فريدي بوبيتش على موقع قاعدة بيانات الفيلم (الإنجليزية)
- فريدي بوبيتش على موقع كينوبويسك (الروسية)

- فريدي بوبيتش على موقع الاتحاد الدولي (مؤرشف)  (الإنجليزية)
- فريدي بوبيتش على موقع الاتحاد الأوربي (الإنجليزية)
- فريدي بوبيتش على موقع قاعدة بيانات كرة القدم.إي يو (الإنجليزية)
- فريدي بوبيتش على موقع بيانات كرة القدم. دي إي (الألمانية)
- فريدي بوبيتش على موقع ناشيونال فوتبول تيمز (الإنجليزية)
- فريدي بوبيتش على موقع Soccerbase.com (لاعب) (الإنجليزية)
- فريدي بوبيتش على موقع عالم كرة القدم.نت (الإنجليزية)
- الموقع الرسمي